# Кандеяс (Минас-Жерайс)
Кандеяс (порт. Candeias) — муниципалитет в Бразилии, входит в штат Минас-Жерайс. Составная часть мезорегиона Запад штата Минас-Жерайс. Входит в экономико-статистический микрорегион Кампу-Белу. Население составляет 14 888 человек на 2020 год. Занимает площадь 720,650 км². Плотность населения — 20,9 чел./км².
Праздник города — 17 декабря.

## История
Город основан 17 декабря 1939 года.

## Статистика
- Валовой внутренний продукт на 2003 год составляет 53 446 054,00 реалов (данные: Бразильский институт географии и статистики).
- Валовой внутренний продукт на душу населения на 2003 год составляет 3610,73 реалов (данные: Бразильский институт географии и статистики).
- Индекс развития человеческого потенциала на 2000 год составляет 0,723 (данные: Программа развития ООН).